# Associação de Futebol das Ilhas Kiribati
A Associação de Futebol das Ilhas Kiribati (em inglês: Kiribati Islands Football Federation, ou KIFF; em gilbertês: Te aono ni Kiribati Butiboro Mronron) é o órgão dirigente do futebol em Kiribati. Ela é a responsável pela organização dos campeonatos disputados no país, bem como da Seleção Nacional, apesar de não poder disputar competições oficiais da FIFA por não ser afiliada a mesma.